# Teorema de Li y Yorke
El teorema de Li y Yorke es un teorema matemático que afirma que, siendo f: R → R una aplicación continua, si f tiene un punto periódico de periodo 3 entonces tiene puntos de cualquier periodo.